# سیارک ۱۹۴۷۵
سیارک ۱۹۴۷۵ (به انگلیسی: 19475 Mispagel، نامگذاری:1998HA91) نوزده هزار و چهارصد و هفتاد و پنجمین سیارک کشف شده‌است که در ۲۱ آوریل ۱۹۹۸ کشف شد.
قدر مطلق سیارک برابر ۱۹.۵ است.